# Toshiki Koike
Toshiki Koike (小池 知己 Koike Toshiki?, nacido el 10 de noviembre de 1974 en Kanagawa) es un exfutbolista japonés. Jugaba de centrocampista y su último club fue el Mito HollyHock de Japón.

## Trayectoria

### Clubes
| Club            | País  | Año         |
| --------------- | ----- | ----------- |
| FC Tokyo        | Japón | 1993 - 2001 |
| Mito HollyHock  | Japón | 2001        |
| Shonan Bellmare | Japón | 2002        |
| Mito HollyHock  | Japón | 2003        |